# Viktor Yastrebov
Viktor Yastrebov (en ukrainien Віктор Анатолійович Ястребов), né le 13 janvier 1982 à Nadvirna, est un athlète ukrainien pratiquant le triple saut.

## Biographie
Après avoir participé aux Jeux olympiques de 2004 à Athènes où il est éliminé en qualifications (16,43 m), il termine à la neuvième place des Championnats du monde 2005 à Helsinki puis septième lors des championnats d'Europe 2006 à Göteborg.

### Palmarès
| Année | Compétition                    | Lieu      | Résultat | Performance |
| ----- | ------------------------------ | --------- | -------- | ----------- |
| 1999  | Championnats du monde jeunesse | Bydgoszcz | 3e       | 15,74 m     |
| 2001  | Championnats d’Europe juniors  | Grosseto  | 3e       | 16,43 m     |
| 2003  | Universiade                    | Daegu     | 2e       | 16,88 m     |
| 2005  | Championnats du monde          | Helsinki  | 9e       | 16,90 m     |
| 2006  | Championnats d’Europe          | Göteborg  | 7e       | 16,94 m     |
| 2008  | Coupe d’Europe en salle        | Moscou    | 3e       | 16,34 m     |
| 2009  | Championnats d’Europe en salle | Turin     | 2e       | 17,25 m     |